# Bartolomeu, o Apóstolo
Bartolomeu, também chamado de Natanael (em grego antigo: Βαρθολομαῖος, em hebraico: ברתולומאוס הקדוש‎) foi um dos doze apóstolos de Jesus Cristo, segundo o Novo Testamento e, mais especificamente, os quatro Evangelhos. 
Seu nome vem do aramaico, com uma referência patronímica: Bar Talmay - filho de Talmay. Há historiadores que também mantêm uma referência patronímica, mas dá outro significado para o nome: Bar Ptolomeu - Filho de Ptolomeu. Esta última hipótese não é inverossímil, visto que Ptolomeu (suposto pai de Bartolomeu) possuía um prenome grego, e a cultura grega tinha uma grande influência na Judeia da época e em todo território  
Nenhuma narração bíblica trata dele especialmente, e seu nome consta apenas nas listas dos doze. No entanto, segundo a tradição, ele é o Natanael de que falam outras passagens, e isso fica evidente através da comparação entre os quatro Evangelhos. Natanael significa "Deus deu" - o significado desse nome fica claro levando-se em conta que ele vinha de Caná, onde deve ter testemunhado a ação de Jesus nas Bodas de Caná (Jo 2, 1-11).
Como narra a Bíblia, Apóstolo Filipe comunicou a Natanael (Bartolomeu) que havia encontrado o Messias, e que esse provinha de Nazaré, ao que Natanael responde dura e preconceituosamente: "De Nazaré pode vir alguma coisa boa?" (Jo 1, 46a). Essa observação é importante indicador das expectativas judaicas quanto à vinda do Messias, então tidas.
No seu primeiro encontro com Jesus, recebe um elogio: "Aqui está um verdadeiro Israelita, em quem não há fingimento" (Jo 1, 47), ao qual o apóstolo responde: "Como me conheces?". Jesus responde de forma que não podemos compreender claramente somente através das Escrituras: "Antes que Filipe te chamasse, eu te vi quando estavas sob a figueira". Com certeza se tratava de um momento crítico e decisivo na vida de Natanael. Após essa revelação de Jesus, Natanael faz a sua adesão ao Mestre com a seguinte profissão de fé: "Rabi, tu és o filho de Deus, tu és o Rei de Israel".
Segundo fontes históricas, Bartolomeu teria pregado o cristianismo até na Índia. Outra tradição diz que o apóstolo morreu por esfolamento em Albanópolis, atual Derbent, na província russa de Daguestão junto ao Cáucaso, a mando do governador, tanto que na Capela Sistina ele é pintado segurando a própria pele na mão esquerda e na outra o instrumento de seu suplício, um alfange. Segundo a Igreja Católica, mais tarde suas relíquias foram levadas para a Europa e jazem em Roma, na Igreja a ele dedicada.
No Brasil, em 1º de maio de 2005, parte das relíquias de São Bartolomeu foram depositadas no altar  da Catedral de São Dimas na Diocese de São José dos Campos-SP .
O Papa Bento XVI na audiência do dia 4 de outubro de 2006 disse estas palavras que concluem o ensinamento da vida de Bartolomeu: "Para concluir, podemos dizer que a figura de São Bartolomeu, mesmo sendo escassas as informações acerca dele, permanece contudo diante de nós para nos dizer que a adesão a Jesus pode ser vivida e testemunhada também sem cumprir obras sensacionais. Extraordinário é e permanece o próprio Jesus, ao qual cada um de nós está chamado a consagrar a própria vida e a própria morte".
É sincretizado nas religiões afro-brasileiras com Oxumarê, o orixá da renovação, da transformação e da mudança.